# Белотић (Осечина)
Белотић је насеље у Србији у општини Осечина у Колубарском округу. Према попису из 2022. било је 415 становника.
Значајан је арехолошки локалитет бронзаног доба, по којем је названа Белотић Бела Црква група.
Овде је рођен Нинко Петровић.

## Демографија
У насељу Белотић живи 552 пунолетна становника, а просечна старост становништва износи 46,1 година (44,0 код мушкараца и 48,1 код жена). Данас овде живи углавном старије становништво, јер велики број младих емигрира у градове. У насељу има 228 домаћинстава, а просечан број чланова по домаћинству је 2,87.
Ово насеље је великим делом насељено Србима (према попису из 2002. године), а у последња три пописа, примећен је пад у броју становника.
|  |

| Демографија | Демографија | Демографија |
| Година      | Становника  | Становника  |
| ----------- | ----------- | ----------- |
| 1948.       | 1.175       |             |
| 1953.       | 1.187       |             |
| 1961.       | 1.108       |             |
| 1971.       | 1.047       |             |
| 1981.       | 916         |             |
| 1991.       | 745         | 744         |
| 2002.       | 654         | 667         |

| Етнички састав према попису из 2002.‍ | Етнички састав према попису из 2002.‍ | Етнички састав према попису из 2002.‍ | Етнички састав према попису из 2002.‍ | Етнички састав према попису из 2002.‍ |
| ------------------------------------ | ------------------------------------ | ------------------------------------ | ------------------------------------ | ------------------------------------ |
|                                      |                                      |                                      |                                      |                                      |
| Срби                                 | Срби                                 |                                      | 651                                  | 99,54%                               |
| непознато                            | непознато                            |                                      | 3                                    | 0,45%                                |

| Година пописа     | 1948. | 1953. | 1961. | 1971. | 1981. | 1991. | 2002. |
| ----------------- | ----- | ----- | ----- | ----- | ----- | ----- | ----- |
| Број домаћинстава | 211   | 225   | 237   | 239   | 234   | 227   | 228   |

| Број чланова      | 1  | 2  | 3  | 4  | 5  | 6  | 7 | 8 | 9 | 10 и више | Просек |
| ----------------- | -- | -- | -- | -- | -- | -- | - | - | - | --------- | ------ |
| Број домаћинстава | 67 | 62 | 25 | 27 | 19 | 17 | 7 | 3 | 0 | 1         | 2,87   |

| Пол    | Укупно | Неожењен/Неудата | Ожењен/Удата | Удовац/Удовица | Разведен/Разведена | Непознато |
| ------ | ------ | ---------------- | ------------ | -------------- | ------------------ | --------- |
| Мушки  | 276    | 70               | 173          | 25             | 6                  | 2         |
| Женски | 286    | 24               | 173          | 86             | 3                  | 0         |
| УКУПНО | 562    | 94               | 346          | 111            | 9                  | 2         |

| Пол    | Укупно                    | Пољопривреда, лов и шумарство | Рибарство                            | Вађење руде и камена | Прерађивачка индустрија       |
| ------ | ------------------------- | ----------------------------- | ------------------------------------ | -------------------- | ----------------------------- |
| Мушки  | 220                       | 194                           | 0                                    | 0                    | 16                            |
| Женски | 193                       | 184                           | 0                                    | 0                    | 4                             |
| УКУПНО | 413                       | 378                           | 0                                    | 0                    | 20                            |
| Пол    | Производња и снабдевање   | Грађевинарство                | Трговина                             | Хотели и ресторани   | Саобраћај, складиштење и везе |
| Мушки  | 0                         | 1                             | 3                                    | 0                    | 2                             |
| Женски | 0                         | 0                             | 1                                    | 0                    | 0                             |
| УКУПНО | 0                         | 1                             | 4                                    | 0                    | 2                             |
| Пол    | Финансијско посредовање   | Некретнине                    | Државна управа и одбрана             | Образовање           | Здравствени и социјални рад   |
| Мушки  | 0                         | 0                             | 0                                    | 1                    | 0                             |
| Женски | 0                         | 0                             | 0                                    | 2                    | 0                             |
| УКУПНО | 0                         | 0                             | 0                                    | 3                    | 0                             |
| Пол    | Остале услужне активности | Приватна домаћинства          | Екстериторијалне организације и тела | Непознато            | Непознато                     |
| Мушки  | 0                         | 0                             | 0                                    | 3                    | 3                             |
| Женски | 1                         | 0                             | 0                                    | 1                    | 1                             |
| УКУПНО | 1                         | 0                             | 0                                    | 4                    | 4                             |

## Галерија
- Белотић - панорама
- Белотић - панорама
- Белотић - панорама
- Белотић - панорама
- Белотић - панорама
- Белотић - панорама